# Maurycy Hauke

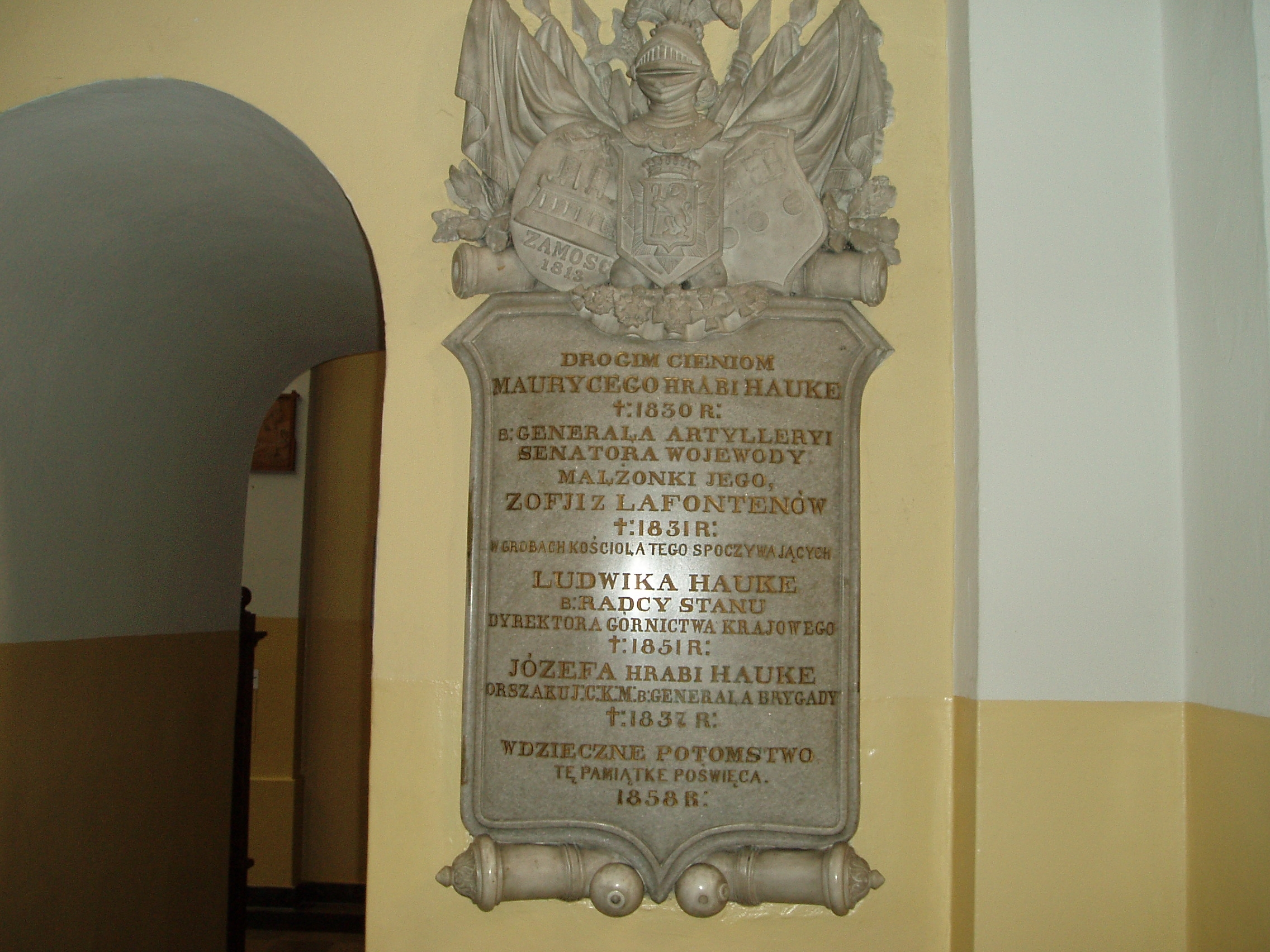
Epitafium Hauków w kościele Kapucynów w Warszawie

Jan Maurycy Hauke herbu Bosak (ur. 26 października 1775 w Seifersdorf, Saksonia, zm. 29 listopada 1830 w Warszawie) – hrabia, generał artylerii Wojska Polskiego Królestwa Polskiego, minister prezydujący w Komisji Rządowej Wojny Królestwa Polskiego w latach 1816–1829, senator-wojewoda Królestwa Polskiego, członek Komisji Najwyższej Egzaminacyjnej przy Radzie Stanu Królestwa Kongresowego w 1830 roku.

## Życiorys
Syn Fryderyka Karola Haukego i Salomei Schweppenhäuser. Ojciec Julii Hauke – morganatycznej żony księcia Aleksandra Heskiego, tym samym dziadek m.in.: Aleksandra Battenberga, księcia Bułgarii oraz Henryka Battenberga, pradziadek lorda Louisa Mountbattena, ostatniego wicekróla Indii i Wiktorii Eugenii Battenberg, królowej Hiszpanii, praprapradziadek króla Zjednoczonego Królestwa Karola III i prapraprapradziadek króla Hiszpanii Filipa VI.
W armii polskiej od 1790 w stopniu podporucznika – kształcił się w szkole artylerii w Warszawie. 15 marca 1791 awansował na porucznika, a 3 sierpnia 1794 r. – na kapitana.
Uczestnik wojny z Rosją w 1792 r. oraz insurekcji kościuszkowskiej, w której uczestniczył między innymi w obronie Warszawy. Po upadku insurekcji pozostawał poza wojskiem i pomagał ojcu jako nauczyciel geometrii w jego prywatnej szkole.
W 1798 r. Hauke wstąpił do Legionów Polskich we Włoszech i służył w artylerii. Walczył m.in. w obronie Mantui, gdzie dostał się do niewoli austriackiej. Potem służył w armii Księstwa Warszawskiego, m.in. krótko jako szef sztabu armii. Następnie pełnił funkcje: zastępcy dowódcy 3 legii (dywizji), dowódcy brygady w dywizji gen. Józefa Zajączka w kampanii 1809 r., komendanta Twierdzy Zamość w kampanii 1813 r., gdzie wsławił się długotrwałą i bohaterską obroną i uzyskał honorowe warunki kapitulacji. Awansował na stopień pułkownika 20 grudnia 1806 r. Generał brygady od 27 grudnia 1807 r., generał dywizji od 3 lutego 1813 – na stanowisku komendanta twierdzy Zamość.
Od 22 stycznia 1815 pełnił służbę w Wojsku Polskim Królestwa Kongresowego zajmując stanowiska: kwatermistrza generalnego wojska, dowódcy korpusu artylerii i inżynierii, radcy stanu, dyrektora generalnego w Komisji Rządowej Wojny i zastępcy ministra wojny. Od 1816, po dymisji generała Józefa Wielhorskiego, kierował Ministerstwem Wojny.
3 września 1826 awansował na generała artylerii oraz, wraz z braćmi Ludwikiem Augustem (1779–1861) i Józefem (1790–1837), otrzymał indygenat z herbem Bosak (w niebiesko-złotym polu złoty kroczący na prawo lew flamandzki z czarnym bosakiem w łapie). Od 1829 hrabia i senator Królestwa Polskiego. Awanse te były nagrodą za wierność i gorliwość w wykonywaniu rozkazów wlk. ks. Konstantego. W późniejszych latach również bracia uzyskali tytuły hrabiowskie.
Był członkiem Sądu Wojennego Najwyższego, w zastępstwie Sądu Sejmowego, powołanego do sądzenia oskarżonych o przynależność do Wolnomularstwa Narodowego.
Zdecydowany przeciwnik powstania listopadowego. Zginął 29 listopada 1830 z rąk powstańców (padł pod prawym lwem przed Pałacem Namiestnikowskim w Warszawie) na oczach swojej żony (umarła rok później, w 1831) i młodszych dzieci, które zostały wzięte pod prawną opiekę i wychowanie cara Mikołaja I. Hauke, jadąc na koniu obok powozu żony z mieszkania służbowego w Pałacu Saskim, napotkał koło Pałacu Namiestnikowskiego grupę podchorążych, idących ze strony ulicy Nowy Świat. Ujrzawszy go, powstańcy zawołali, „Generale, poprowadź nas!”, ale Hauke zaczął wygłaszać mowę, w której nazwał ich przedsięwzięcie głupotą i wezwał ich do powrotu do koszar. Rozległy się wystrzały i Hauke padł martwy. Ze zwłok zdarto carskie ordery i odznaczenia, pozostawiono tylko polskie i francuskie. Przy oględzinach zwłok naliczono 19 ran od kul.
Żoną generała była Zofia z Lafontaine’ów, córka głównego medyka armii Księstwa Warszawskiego, doktora Leopolda Lafontaine. Z synów Maurycego i Zofii trzej starsi wzięli udział w powstaniu listopadowym, spośród nich Maurycy Leopold Józef, ur. 1814, poległ 18 maja 1831 w bitwie pod Ostrołęką. Córki Maurycego Zofia, Emilia i Julia zostały damami dworu żony następnego cara Aleksandra II, Marii Aleksandrowny, księżniczki z Hesji-Darmstadt.
Gen. Hauke pochowany został wraz z żoną i braćmi (bratowe były protestantkami) w kościele Kapucynów w Warszawie, potem, w 1841, wraz z sześcioma innymi Polakami „wiernymi monarsze” na rozkaz cara Mikołaja I upamiętniony został na rozebranym w 1917 r. obelisku wzniesionym na Placu Saskim.

## Okoliczności śmierci w aktach Najwyższego Sądu Kryminalnego
Wg zeznań świadków komenda „Pal!” padła po tym, gdy płk Meciszewski ranił strzałem z pistoletu pchor. Tomasza Kicińskiego w udo. Gen. Hauke padł obok pierwszego kamiennego lwa od strony kościoła karmelitów. Towarzysząca w powozie rodzina generała: żona i dzieci oraz wezwanie generała przez podchorążych do objęcia dowództwa nie znajdują w aktach sądowych potwierdzenia. Gdyby było inaczej, pierwszą z nich wykorzystano by to jako okoliczność obciążającą podchorążych.

Pierwszą krwawą ofiarą wybuchu powstania i zamieszania padli gen. Maurycy Hauke i płk. Męciszewski. Najwięcej wyczerpujących wiadomości o śmierci gen. Maurycego Haukego i towarzyszącego mu szefa sztabu artylerji Meciszewskiego, a nadto gen. Nowickiego, dostarczają oczywiście akta N. S. Kr. [Najwyższego Sądu Kryminalnego], a w szczególności akta sędziego delegowanego Ronkowskiego. Wedle protokołu zeznań świadka Michała Różyckiego, kamerdynera gen. Haukego i Wojciecha Beka, sztangreta u płk. Męciszewskiego, pierwszy alarm zastał Haukego w jego własnem mieszkaniu w oficynach pałacu Komisji Rządowej Wojny, w towarzystwie płk. Męciszewskiego i gen. Rautenstraucha. Gen. Hauke z obowiązku służbowego natychmiast w towarzystwie płk. Męciszewskiegó konno, a za nim z tyłu gen. Rautenstrauch z Różyckim pojechali wszyscy w stronę Krakowskiego Przedmieścia. Przejechawszy ul. Kozią, spotkali na Krakowskiem Przedmieściu około 50 żołnierzy i może 20 cywilnych. Na tychże zapytania: „Kto jedzie?”, jadący wcale nie odpowiadali, starając się ominąć tłum. Wtem pod pałacem namiestnikowskim, tuż obok kamiennych lwów, padł głos: „Pal!”, a wtedy żołnierze dali strzał z karabinów do gen. Haukego i płk. Męciszewskiego. Gen. Rautenstrauch, nie, znalazłszy się na linji strzałów, ocalał i pogalopował z powrotem, zaś Różycki, ukrywszy się koło poczty za rampą, pozostał świadkiem całej krwawej sceny. Żołnierze zaraz odmaszerowali w stronę kolumny Zygmunta, zaś nadbiegający tłum powitał śmierć Haukego krzykiem: „hurra!” 
Przypuścić należy zatem, że pierwszy oddział podzielił się na dwie części, z których pierwsza pomaszerowała dalej ul. Kozią, i Senatorską. Wysocki w jednem ze swoich poprzednio cytowanych pism opisuje tę chwilę: Przy pałacu namiestnika zwanym, spotkaliśmy Haukego, do którego po dowiedzeniu się, że jest tenże generał, dano prawie ze wszystkich karabinów ognia. Podchor. Aleksander Bogusławski słyszał — tak czytamy w protokole jego własnych sądowych zeznań — od innych, że Haukego i Męciszewskiego zastrzelił por. Szlegel i podchor. Mazurkiewicz. Miał to opowiadać W. Księciu Wiktor Radziejowski, podof. 4 p. p. l. Słyszał też, że Męciszewski w obranie Haukego dobył szpady, co zaraz przypłacił życiem. W tej chwili nie było w tem miejscu żadnego ludu oprócz Szkoły i kilku pojedynczych osób. Wedle zeznań podch. Napoleona Wojakowskiego, strzały padły do Haukego i Męciszewskiego z pierwszych szeregów Podchorążych., W momencie oddania strzałów do Haukego, został ranny podch. Tomasz Kiciński kulą pistoletową w łydkę prawej nogi. Zagadkowe w tym kierunku jest tłumaczenie, się podsądnego. Kicińskiego, że rana ta pochodzi od nieostrożnego strzału jednego z jego kolegów. Zatem wprost potwierdza się zeznanie Wysockiego, że strzał ten dał do Kicińskiego płk. Męciszewski. I stąd z cała konsekwencją narzuca się zatem przypuszczenie, że i z ręki Kicińskiego padł jeden z pierwszych strzałów. Wedle, zeznań podch. Aleksandra Bogusławskiego, w tem miejscu został również ranny w głowę Wincenty Karpiński, podof. 5 p. p. l. Wedle zeznań Billa, wobec niego i Szkoły w dwa dni później przechwalał się Dyonizy Gałczyński, podch. 4 p. p. l., że pierwszy pchnął gen. Haukego bagnetem. Wobec tego twierdzenie Ludwiki Hauke w „Pamiątkach rodzinnych”, że Podchorążowie prosili Haukego, by stanął na ich czele, nie znajduje w tych aktach sądowych potwierdzenda. Faktem natomiast jest, że szczególnie Wysocki i Podchorążowie pamiętali Haukemu jako prezesowi sądu wojennego z r. 1824 publiczną, na Pl. Krasińskich kaźnię Łukasińskiego i jego stanowisko wobec ostatniego Sądu Sejmowego. Hauke i Męciszewski padli koło pierwszego kamiennego lwa, przyczem gen. Hauke spadł na pierwszego lwa od strony kościoła Karmelitów, poczem ciało jego. spadło na dziedziniec, płk. Męciszewski zaś padł tuż obok drugiego lwa. Gen. Hauke skonał o g. 8 m. 5 wieczorem, przyczem na piersiach z munduru jego odcięto trzy gwiazdy i szlify generalskie, zostawiając order polski i francuski. Na ciele gen. Haukego znaleziono 19 ran od kul i bagnetów. W śledztwie Różycki zeznał, że gen. Hauke nie miał wcale pistoletów, a jedynie miał drewniane dla modelu w olstrach pistolety, szpadę zaś znalazł Różycki w pochwie. Z tego zatem wynika, że gen. Hauke ani nie, strzelił do Podchorążych, ani nawet szpady nie dobył. Zwłoki gen. Haukego i płk. Męciszewskiego złożono narazie w stajni Komisji Rządowej Wojny, a dopiero później w biurze tejże Komisji, a wreszcie w kościele OO. Kapucynów. Zwłoki gen. Haukego pochowano. w kościele OO. Kapucynów. 
Tak zginął stary Napoleończyk, legjonista, były adjutant gen. Dąbrowskiego, znany z oblężenia Mantui i opracowania planu oblężenia tej twierdzy dla cesarza Francuzów, dzielny z przed siedmnastu lat Obrońca Zamościa, w „Wierszu od Polek” porównywany nawet z Janem III, fundator i dobrodziej licznych instytucji, na które oddawał rok rocznie prawie wszystkie pensje swoje.

## Działalność wolnomularska
Do wolnomularstwa został przyjęty w loży wojskowej francuskiej, 24 sierpnia 1807 roku przystąpił (afiliował) do loży Świątynia Mądrości w Warszawie. 24 marca 1812 roku członek założyciel i przewodniczący loży Jedność (Wielki Wschód Narodowy) w Zamościu.

## Potomstwo
Generałostwo Maurycy i Zofia Haukowie mieli jedenaścioro dzieci o imionach:
- Maurycy Napoleon (1808–1852), porucznik artylerii wojsk polskich, powstaniec listopadowy, wyemigrował w 1851 do Ameryki, dalsze losy nieznane;
- Emilia i Leopold, bliźnięta (1811–1812);
- Władysław Leopold Maurycy (1812–1841), porucznik wojsk polskich, powstaniec listopadowy, kawaler Virtuti Militari, po upadku powstania urzędnik w Suwałkach;
- Maurycy Leopold Józef (1814–1831);
- Zofia Salomea Teresa (1816–1863), dama dworu cesarzowej Marii Aleksandrownej, pisarka, wyszła za kuzyna, generała carskiego Aleksandra Haukego;
- Wincenty Walery Maurycy (1817–1863), oficer carskich kirasjerów, bliższe losy nieznane;
- Konstanty Karol Juliusz Maurycy (1819–1840), oficer carskich huzarów, utonął w czasie manewrów pod Krasnymstawem;
- Emilia Joanna Wiktoria (1821–1890), wyszła za barona Karola Augusta Stackelberga (1816–1887), miała dziewięcioro dzieci;
- Julia Teresa Salomea (1825–1895), protoplastka Battenbergów-Mountbattenów, prababka Filipa, księcia Edynburga, męża królowej brytyjskiej Elżbiety II;
- Aleksander (1828–1829).

## Odznaczenia
- Order Legii Honorowej V klasy nr 45010 (1807)[8][9];
- Order Virtuti Militari III klasy (1808)[9][10];
- Order Obojga Sycylii III klasy[11];
- Order Świętego Stanisława I klasy (1815)[2];
- Order Świętej Anny I klasy (1815);
- Order Świętej Anny I klasy z brylantami (1818)[12];
- Order Świętego Włodzimierza II klasy (1819)[12];
- Order Świętego Aleksandra Newskiego (1820)[12];
- Order Orła Białego (1829)[8][9];
- Znak Honorowy za 30 lat służby (1830)[8][13].